# Kerry Hughes
Kerry Hughes (født 21. februar 1985 i Bow, East London, England,) er en engelsk professionel MMA-udøver,Thai-bokser og kickbokser, der konkurrerer i bantamvægt-klassen. Hun er på nuværende tidspunkt på kontrakt med den britiske organisation Cage Warriors. Hun har besejret navne som Clemence Schreiber og Amanda Kelly.
I 2016 vandt hun BCMMA-mesterskabet.
Hun er udover dette Britisk Fjervægt Mester i K-1 i 2012.
Hughes er på nuværende tidspunkt (maj, 2018) rangeret som nr. 36. på United Kingdom & Ireland-listen i bantam-klassen på Tapology.
Hughes mødte svenske Pannie Kianzad til Danish MMA Night den 9. juni 2018 i Brøndbyhallen i København.

## MMA-karriere

### Amatørkarriere
Hughes startede til Thaiboxing i Tottenham som 13-årig. I 2012 begyndte hun som 27-årig at træne MMA og forblev ubesejret som amatør.

### Professionel karriere
Hun fik sin professionelle MMA-debut ved UCMMA 35 i London i England den 3. august 2013, hvor hun vandt en enstemmig afgørelse mod engelske LJ Adams. Hun fik herefter en kontrakt med den britiske organisation Cage Warriors.

## Privatliv
Hughes bor sammen med sin kæreste Ray i Wivenhoe i England.